# Hans-Joachim Franke
Hans-Joachim Franke (* 18. Juli 1939 in Breslau) ist ein deutscher Jurist und Politiker (CDU). Er war von 2000 bis 2005 Landtagsabgeordneter in Nordrhein-Westfalen.

## Leben und Beruf
Nach dem Schulbesuch mit dem Abschluss Abitur studierte er Rechtswissenschaften an der Universität Köln. Franke legte das erste und das zweite Staatsexamen ab und promovierte 1969. Anschließend war er als Beamter in Leverkusen und Bensberg sowie in Bergisch Gladbach tätig. In Bergisch Gladbach war Franke vom 11. Juli 1995 bis zum 30. September 1999 Stadtdirektor. Seit 2000 ist er als Rechtsanwalt tätig.
Der CDU gehört Franke seit 1971 an. Er war in zahlreichen Parteigremien vertreten.

## Abgeordneter
Vom 2. Juni 2000 bis zum 2. Juni 2005 war Franke Mitglied des Landtags des Landes Nordrhein-Westfalen. Er wurde im Wahlkreis 026 Rheinisch-Bergischer Kreis III direkt gewählt. 